# Oben am jungen Rhein
Oben am jungen Rhein (Sobre o jovem Reno) é o hino nacional do Listenstaine.
A música é a mesma do hino do Reino Unido, God Save the Queen. A letra, no entanto, escrita em 1850 por Jakob Josef Jauch, é diferente da letra inglesa, invocando-se puramente aspectos nacionais e patrióticos do principado, tais como a localização alpina, a paisagem do vale do rio Reno, e a figura do príncipe-soberano do Listenstaine.
Até 1963, o hino começava por "Oben am deutschen Rhein" ("Sobre o Reno alemão"). A referência atual ao "jovem Reno" remete ao trecho específico do rio que atravessa o país, muito próximo à nascente fluvial.